# Thury-sous-Clermont
Thury-sous-Clermont é uma comuna francesa na região administrativa de Altos da França, no departamento de Oise. Estende-se por uma área de 5,42 km². Em 2010 a comuna tinha 683 habitantes (densidade: 126 hab./km²).